# Betasyrphus
Betasyrphus   (лат.) — род двукрылых из семейства журчалок.

## Описание
Нижние и верхние участки волосков на стерноплеврах отчётливо разделены сзади. Брюшко сверху с узкими сероватыми или частично красноватыми плотно опылёнными перевязями.

## Систематика
В составе рода:
- Betasyrphus adligatus Wiedemann, 1824
- Betasyrphus aeneifrons Brunetti, 1913
- Betasyrphus albipilus Coe, 1964
- Betasyrphus bazini Brunetti, 1925
- Betasyrphus cinereomaculatus Hull, 1937
- Betasyrphus claripennis Loew, 1858
- Betasyrphus eutaeniatus Bezzi, 1915
- Betasyrphus fletcheri Ghorpade, 1994
- Betasyrphus hirticeps Loew, 1858
- Betasyrphus inflaticornis Bezzi, 1915
- Betasyrphus intersectus Wiedemann, 1824
- Betasyrphus isaaci Bhatia, 1933
- Betasyrphus linga Ghorpade, 1994
- Betasyrphus luci Curran, 1938
- Betasyrphus nipponensis Shiraki & Edashige, 1964
- Betasyrphus saundersi Goot, 1964
- Betasyrphus serarius Wiedemann, 1830
- Betasyrphus stuckenbergi Keiser, 1971

## Распространение
Ввстречается на востоке Палеарктики, Ориентальной области, Новой Гвинее, Австралии и тропической Африке.